# Thành phố cấp phó tỉnh
Thành phố phó tỉnh (tiếng Trung giản thể: 副省级城市; bính âm: fù shěngjí chéngshì; phiên âm Hán-Việt: Phó tỉnh cấp thành thị) hay thành phố trực thuộc tỉnh là một loại đơn vị hành chính địa phương dưới tỉnh và trên huyện, ngang cấp với các địa cấp thị nhưng có mức độ đô thị hóa cao hơn, và đặc biệt có nền kinh tế phát triển hơn. 
Thủ trưởng của Thành phố phó tỉnh có địa vị ngang bằng với Phó Chủ tịch tỉnh. Cấp hành chính này được phân cấp nhiều quyền tự chủ hơn về mặt quản lý ngân sách, thu hút vốn đầu tư nước ngoài, quản lý đô thị. Ngày 25 tháng 12 năm 1994, Chính phủ Trung Quốc tuyên bố thành lập 16 thành phố phó tỉnh. Sau khi Trùng Khánh được nâng cấp lên thành phố trực thuộc trung ương vào năm 1997, Trung Quốc còn 15 thành phố phó tỉnh.
|  |

## Danh sách

### Thành phố thủ phủ tỉnh
- Cáp Nhĩ Tân (Hắc Long Giang)
- Trường Xuân (Cát Lâm)
- Thẩm Dương (Liêu Ninh)
- Tế Nam (Sơn Đông)
- Nam Kinh (Giang Tô)
- Hàng Châu (Chiết Giang)
- Quảng Châu (Quảng Đông)
- Tây An (Thiểm Tây)
- Vũ Hán (Hồ Bắc)
- Thành Đô (Tứ Xuyên)

### Đặc khu kinh tế
- Hạ Môn (Phúc Kiến)
- Thâm Quyến (Quảng Đông)

### Khu phát triển công nghệ và kinh tế đặc biệt
- Đại Liên (Liêu Ninh)
- Thanh Đảo (Sơn Đông)
- Ninh Ba (Chiết Giang)

## Đơn vị tương đương
Một số đơn vị hành chính cấp địa khu khác cũng có thể xem là tương đương thành phố phó tỉnh.

### Châu tự trị cấp phó tỉnh
- Châu tự trị dân tộc Kazakh Ili (Tân Cương)

### Khu cấp phó tỉnh
- Tân Hải Tân khu (Thiên Tân)
- Phố Đông Tân khu (Thượng Hải)

### Doanh nghiệp quân đội trực thuộc nhà nước có địa vị phó tỉnh
- Binh đoàn sản xuất và xây dựng Tân Cương (Tân Cương)